# ユーリー3世 (モスクワ大公)
ユーリー・ダニーロヴィチ（ロシア語: Юрий Данилович、1281年 - 1325年11月21日）、またはゲオルギー・ダニーロヴィチ（ロシア語: Гео́ргий Дани́лович）は、モスクワ大公（在位：1303年 - 1325年）、ウラジーミル・スーズダリ大公（在位：1318年 - 1322年）。ウラジーミル・スーズダリ大公としてはユーリー3世（露: Юрий III）。

## 生涯
ユーリーは初代モスクワ大公ダニール・アレクサンドロヴィチの長子として生まれた。歴史に記載された彼の行動として最初のものは1303年にウラジーミル大公アンドレイ3世のペレスラヴリ・ザレスキー攻撃を阻止したことだった。翌年にアンドレイ3世がなくなると、ユーリーはウラジーミル大公位をめぐってトヴェリ公ミハイル・ヤロスラヴィチと争った。当時のロシアで一般的だった年長制に加え、父ダニールが同大公位に就くことなく死去していたため、ユーリーの要求は正統性に難があった。トヴェリ軍がペレスラヴリとモスクワを包囲した後、ミハイルは金帳汗国まで出向して、ハーンのトクタによりロシア諸公の間で最高の地位にあることを認定された。
同時期、ユーリーの指示により元リャザン公コンスタンティン・ロマノヴィチが殺害された。コンスタンティンは1302年にユーリーの父ダニールに捕らえられ、それ以降モスクワで投獄されていた。この暴挙にリャザン公国が驚いている間、ユーリーは公国のコロムナ要塞、およびスモレンスク公国のモジャイスクをモスクワ大公国に併合した。ユーリーは1314年までにキエフおよび全ルーシの府主教ペトルの支持を得て、ノヴゴロド公国と対トヴェリ同盟を結成した。
こうして準備を済ませたユーリーは1315年に金帳汗国へ行き、2年間留まった後ウズベク・ハンとの同盟にこぎつけた。同盟によりユーリーはウズベク・ハンの妹クンチェクと結婚、ウズベク・ハンはミハイルを廃位してユーリーをウラジーミル大公に任命した。ユーリーはモンゴルの大軍とともにロシアへ戻ったが、彼はトヴェリとの戦いで敗北して妻クンチェク、兄弟のボリスとともに捕虜にされた。ユーリーはノヴゴロドへ脱出して和平を訴えたが、クンチェクはトヴェリに留まり、そこで不慮の死を遂げた。ユーリーは彼女の死による混乱に乗じてウズベク・ハンに彼女はミハイルの命令で毒殺されたと報告、トヴェリとミハイルの2人がサライに召喚され、裁判の後ミハイルが処刑された。
1319年、ユーリーはロシアへ戻ったが、彼はこの事件でルーシの諸公と大衆に嫌われた。彼はロシアからの貢税を集めるよう命じられるが、ミハイルの息子ドミトリー・ミハイロヴィチは彼に抵抗し続けた。1322年、ドミトリーは父の仇を討つためにサライへ向かい、ウズベク・ハンにユーリーがルーシからの貢税に手をつけていることを報告した。ユーリーは裁判のために召喚されたが、彼は裁判が始まる前にドミトリーに殺された。ドミトリー自身も8か月後に処刑された。
死の直前、ユーリーはノヴゴロド軍を率いてスウェーデンと戦い、ネヴァ川の河口で要塞を築いた。1323年8月12日にノーテボリ条約を締結した後、ユーリーはそのまま東へ向かってヴェリキイ・ウスチュグを征服した。ユーリーの死後、モスクワ公位は弟のイヴァン1世が継いだ。